# Mariza
Mariza (eredeti neve: Marisa Reis Nunes) portugál fado-énekesnő. Apja portugál, anyja afrikai volt. Mozambikban született, hároméves korában szülei Lisszabonba költöztek.
Szüleinek vendéglője volt, ahol a vendégek fadot énekeltek, amit ezért már kisgyermek korában megismert.
Az Amália Rodrigues emlékére 1999-ben rendezett tévéműsorban futott be. Fellépéseivel elnyerte A fado hangja rádiós díjat. Első albuma 2001-ben jelent meg (Fado em Mim) óriási sikerrel. A 2003-as Fado Curvo című lemeze a BBC 3-tól A világzene legjobb európai művésze díjat kapta, 2006-os Concerto em Lisboát pedig Grammy-díjra jelölték.
Többízben fellépett Magyarországon is.